# Opius angustisulcus
Opius angustisulcus är en stekelart som beskrevs av Fischer 1966. Opius angustisulcus ingår i släktet Opius och familjen bracksteklar. Inga underarter finns listade i Catalogue of Life.